# Мандарин
Мандарин (國語 / 普通话) е език от сино-тибетско езиково семейство, говорен като първи език от около 885 000 000 души в Китай, Сингапур, Тайван, Хонконг, Индонезия, Малайзия, Виетнам, Тайланд, Лаос, Камбоджа, Монголия, Русия, САЩ, Великобритания, Южна Африка, Бруней, Мавриций и други, което го прави най-разпространения език в света по брой говорещи.

## Наименование на езика
Според Речника на БАН, думата е навлязла в българския език през португалския – mandarin, който от своя страна я е взел от санскритската mantrin.

## Граматика
Основният словоред в изречението е „подлог-сказуемо-допълнение“.

## Кратък българско-мандарински разговорник
| С китайски йероглифи | Латинска транслитерация | Превод на български език |
| -------------------- | ----------------------- | ------------------------ |
| 你 叫 什么 名 字     | Nǐ jiào shénme míngzi?  | Как се казваш?           |
| 我 叫                | Wǒ jiào...              | Казвам се...             |
| 几 点 了             | Jǐ diǎn le?             | Колко е часът?           |
| 天 气 怎 么 样       | Tiānqì zěnmeyàng?       | Как е времето?           |
| 我 爱 你             | Wǒ ài nǐ.               | Обичам те.               |
| 我 喜 欢 你          | Wǒ xǐhuan nǐ.           | Харесвам те.             |
| 您 是 哪国 人        | Nín shì nǎguó rén?      | Откъде сте?              |
| 我 是 中 国 人       | Wǒ shì Zhōngguó rén.    | Аз съм от Китай.         |
| 中 国                | Zhōngguó                | Китай                    |
| 保 加 利 亚          | Bǎojiālìyà              | България                 |
| 我 在 找             | Wǒ zài zhǎo...          | Аз търся...              |
| 银 行                | Yínháng                 | Банка                    |
| 邮 局                | Yóujú                   | Поща                     |